# 47e division d'infanterie (Allemagne)
Pour les articles homonymes, voir 47e division.
La  47e division d'infanterie est une des divisions d'infanterie de l'armée allemande (Wehrmacht) durant la Seconde Guerre mondiale.

## Création et différentes dénominations
La division est créée le 5 octobre 1942 par des membres de la 156e division de réserve. Le 12 février 1943, elle est déplacée en France sur les côtes de la Manche vers Calais et Boulogne-sur-Mer afin de protéger le littoral.
Elle combat lors de l'Opération Overlord. Elle recule vers Paris puis vers Mons où elle est entourée et détruite.

## Commandant
- 5 octobre 1942 au 27 décembre 1943 : général Richard Baltzer.
- 27 décembre 1943 au 30 juillet 1944 : général Otto Elfeldt.
- 30 juillet 1944 en Septembre 1944 : général Carl Wahle.